# Карамян, Арсен Робертович
Арсен Робертович Карамян (арм. Քարամյան Արսեն Ռոբերտի; 15 января 1974, Капан) — армянский политический деятель, министр спорта и по вопросам молодёжи (2018—н. в.). Член Республиканской партии Армении.

## Биография
Родился 15 января 1974 года в городе Капан. Окончил местную среднюю школу № 7. В школе являлся первым секретарём комсомольской организации и членом областного совета ВЛКСМ города Капан. С 1991 года по 1996 год обучался на историческом факультете Ереванского государственного университета. С 1992 года по 1994 год был членом совета союза «Молодая Армения», а с 1993 года по 1995 год — ответственный секретарь студенческого совета университета. С 1995 года по 1996 год в качестве научного сотрудника работал в Институте истории НАН РА.
По окончании университета прошёл двухлетнюю службу в армии. В качестве заместителя командира по работе с личным составом служил в войсковой части (№ 50869) города Мегри. Тогда же являлся главным редактором еженедельника «Поколение Нжде».
Вернувшись из армии в 1998 году стал старшим научным сотрудником ЕГУ. Спустя год перешёл на работу в учебное управление ЕГУ в качестве ответственного студенческим отделом. В 2003 году поступил на экономический факультет ЕГУ, который окончил в 2007 году. В 2003 году Карамян стал председателем объединения «Союз выпускников ЕГУ». Во время президентских выборов 2003 года поддерживал Роберта Кочаряна. В 2006 году работал в качестве помощника премьер-министра Армении. С 2006 года по 2009 год являлся проректором ЕГУ по вопросам студентов, выпускников и связями с общественностью.
В мае 2009 года занял пост заместителя министра спорта и по делам молодёжи. С 2010 года является заместителем председателя совета по национальной молодёжной политики при премьер-министре Армении. На выборах в Национальное собрание 2012 года Карамян шёл по спискам Республиканской партии, однако в итоге он взял самоотвод и в парламент не прошёл. В феврале 2015 года назначен председателем совета Института физической культуры и спорта.
После отставки с поста исполняющего обязанности министра спорта и по вопросам молодёжи Грачьи Ростомяна, исполняющий обязанности премьер-министра Армении Карен Карапетян 27 апреля 2018 года назначил Арсена Карамяна на освободившеюся должность.

## Награды
- Диплом, посвящённый 75-летию Ереванского государственного университета (1994) — за вклад в студенческое сообщество и академическое мастерство
- Лауреат премии «Айкян» (2002) — за лучший фильм о молодёжи
- Золотая медаль Ереванского государственного университета (2002)
- Медаль Мовсеса Хоренаци (29 декабря 2013 года) — за эффективную работу[6]
- Грамота Содружества Независимых Государств (17 июля 2017 года) — за активную работу по укреплению и развитию Содружества Независимых Государств[7]

## Личная жизнь
Женат, имеет трёх дочерей. В 2011 году приобрёл квартиру в болгарском городе Свети-Влас.